# 28948 Disalvo
28948 Disalvo è un asteroide della fascia principale. Scoperto nel 2000, presenta un'orbita caratterizzata da un semiasse maggiore pari a 2,5444459 UA e da un'eccentricità di 0,0775234, inclinata di 6,89330° rispetto all'eclittica.